# العلاقات الصينية البيروية
العلاقات الصينية البيروفية هي العلاقات الثنائية التي تجمع بين الصين وبيرو.

## مقارنة بين البلدين
هذه مقارنة عامة ومرجعية للدولتين:
| وجه المقارنة                                              | الصين                    | بيرو                                   |
| --------------------------------------------------------- | ------------------------ | -------------------------------------- |
| المساحة (كم2)                                             | 9.60 مليون               | 1.29 مليون                             |
| عدد السكان (نسمة)                                         | 1.33 مليار               | 32.16 مليون                            |
| الكثافة السكانية (ن./كم²)                                 | 138.54                   | 24.93                                  |
| العاصمة                                                   | بكين                     | ليما                                   |
| اللغة الرسمية                                             | اللغة الصينية القياسية   | اللغة الإسبانية، اللغة الأيمرية، كتشوا |
| العملة                                                    | رنمينبي                  | سول بيروفي جديد                        |
| الناتج المحلي الإجمالي (بليون دولار)                      | 12.24 تريليون            | 211.39 مليار                           |
| الناتج المحلي الإجمالي (تعادل القوة الشرائية) بليون دولار | 19.82 تريليون            | 393.13 مليار                           |
| الناتج المحلي الإجمالي الاسمي للفرد دولار أمريكي          | 8.03 ألف                 | 6.03 ألف                               |
| الناتج المحلي الإجمالي للفرد دولار أمريكي                 | 13.21 ألف                | 11.99 ألف                              |
| مؤشر التنمية البشرية                                      | 0.728                    | 0.740                                  |
| رمز المكالمات الدولي                                      | +86                      | +51                                    |
| رمز الإنترنت                                              | .cn، .中国 ‏، .中國 ‏      | .pe                                    |
| المنطقة الزمنية                                           | توقيت الصين، ت ع م+08:00 | توقيت بيرو، 00                         |

## مدن متوأمة
في ما يلي قائمة باتفاقيات التوأمة بين مدن صينية وبيروفية:
- ترتبط شيان مع كوسكو باتفاقية توأمة منذ 10 مايو 1974.
- ترتبط غوانزو مع أريكيبا باتفاقية توأمة منذ 13 نوفمبر 2009.[13][13][13][13]
- ترتبط بكين مع ليما باتفاقية توأمة منذ 14 مارس 1979.
- ترتبط زيبو مع أريكيبا باتفاقية توأمة.[14]

## منظمات دولية مشتركة
يشترك البلدان في عضوية مجموعة من المنظمات الدولية، منها:
| علم المنظمة | اسم المنظمة                                                | تاريخ انضمام الصين | تاريخ انضمام بيرو |
| ----------- | ---------------------------------------------------------- | ------------------ | ----------------- |
|             | وكالة ضمان الاستثمار متعدد الأطراف                         | 30 أبريل 1988      | 2 ديسمبر 1991     |
|             | منظمة الشرطة الجنائية الدولية                              | ?                  | ?                 |
|             | منتدى التعاون الاقتصادي لدول آسيا والمحيط الهادئ           | 2 أكتوبر 1991      | 14 نوفمبر 1998    |
|             | منظمة حظر الأسلحة الكيميائية                               | ?                  | ?                 |
|             | منظمة التجارة العالمية                                     | 11 ديسمبر 2001     | ?                 |
|             | الفريق المعني برصد الأرض                                   | ?                  | ?                 |
|             | الأمم المتحدة                                              | 25 أكتوبر 1971     | 31 أكتوبر 1945    |
|             | مؤسسة التمويل الدولية                                      | 15 يناير 1969      | 20 يوليو 1956     |
|             | يونسكو                                                     | 4 نوفمبر 1946      | 21 نوفمبر 1946    |
|             | مؤسسة التنمية الدولية                                      | 24 سبتمبر 1960     | 30 أغسطس 1961     |
|             | الاتحاد الدولي للاتصالات                                   | 1 سبتمبر 1920      | 12 يوليو 1915     |
|             | العملية المشتركة للاتحاد الأفريقي والأمم المتحدة في دارفور | ?                  | ?                 |
|             | البنك الدولي للإنشاء والتعمير                              | 27 ديسمبر 1945     | 31 ديسمبر 1945    |
|             | المنظمة الهيدروغرافية الدولية                              | ?                  | ?                 |
|             | الاتحاد البريدي العالمي                                    | ?                  | ?                 |
|             | المركز الدولي لتسوية المنازعات الاستشارية                  | 6 فبراير 1993      | 8 سبتمبر 1993     |

## وصلات خارجية
- موقع وزارة الخارجية الصينية
- موقع وزارة الخارجية البيروفية